# Národní historický park San Juan Island
Národní historický park San Juan Island se nachází na ostrově svatého Jana v americkém státě Washington a skládá se z tábořišť americké a britské armády z tzv. Prasečí války. Oba tábory byly založeny roku 1859 jako odpověď na spor o hranicích, který vyvolalo zabití prasete. Tábory byly používány celých dvanáct let, dokud nebyla podepsána Washingtonská dohoda. Zatímco Britové tábor opustili v listopadu 1872, Američané až v červenci 1874. V roce 1961 se památka stala národní historickou památkou a v roce 1966 se dostala na národní rejstřík historických míst.
Park je rozdělen na dvě části - na americký tábor a britský tábor. Britský tábor je jedinou částí všech amerických národních parků, která připomíná britskou armádu, a zároveň jedinou, kde vlaje britská vlajka.